# Bob McNair
Pour l’article homonyme, voir McNair.
Robert C. McNair, dit Bob McNair, né le 1er janvier 1937 à Tampa en Floride et mort le 23 novembre 2018 à Houston au Texas, est un homme d'affaires américain connu pour être le propriétaire de la franchise de National Football League des Texans de Houston.

## Biographie
Bob McNair grandit à Forest City, en Caroline du Nord, une ville d'environ 7 500 habitants située aux contreforts de l'ouest de cet état. Il étudie à l'école secondaire East Rutherford High School à Forest City. Il est diplômé de l'université de Caroline du Sud, où il a été initié à la fraternité Sigma Chi. Il obtient son baccalauréat universitaire en sciences en 1958. Sa femme, Janice, a fréquenté le Columbia College, situé à proximité.

### Carrière professionnelle
Les McNair vivent à Houston (Texas), depuis 1960. Il fonde la société de cogénération Cogen Technologies, qui a été vendue en 1999 à Enron et à CalPERS. Au moment de son décès, Bob McNair est propriétaire de centrales électriques situées à New York et en Virginie-Occidentale. Bob McNair a été président et chef de la direction de The McNair Group, société financière et immobilière basée à Houston. Il était également propriétaire de Palmetto Partners, Ltd., une société d'investissement privée qui gère les investissements en actions publiques et privées de McNairs. Il a également été président du conseil de la Fondation McNair. En juin 2000, Bob McNair a créé une société d’investissement dans les biotechnologies, Cogene Biotech Ventures, qu'il a présidé.
Selon des rumeurs, il était intéressé par l’achat d’un club de football au Royaume-Uni. Il s'est rendu à deux reprises au St. Andrew’s Stadium où évolue le club de Championship de Birmingham City FC, club qui avait été mis en vente. Cependant, le 3 janvier 2014, un consortium dirigé par McNair essaie d'acquérir le Reading F.C. évoluant également en Championship mais cela est sans succès.

### Services publics - Récompenses
Robert McNair est membre du Texas Business Hall of fame et est un membre du conseil d'administration de plusieurs institutions, dont l'université Rice, le Baylor College of Medicine, le Houston Grand Opera, le Musée des Beaux-Arts de Boston, le Center for the American Idea, et plusieurs institutions de la région de Houston.
Le 12 septembre 2007, Bob McNair fait un don de 100 millions de $ au Baylor College of Medicine pour engager des scientifiques et médecins de haut niveau.
Il a reçu le prix du Flambeau de la Liberté (Torch on Liberty) de l'Anti-Defamation League.
Bob McNair est l'un des principaux donateurs de l'institut de leadership Sigma Chi's Horizons. 
Il fait également un don de plus d'1 million de $ pour l’achèvement du McNair Field, complexe où joue l'équipe de baseball de sa ville natale, les Forest City Owls (en), évoluant au sein de la Coastal Plain League (en). Bob McNair lance la première balle lors du match nocturne d'inauguration le 29 mai 2008. À cette occasion, les Owls battront 4 à 2 les Gastonia Grizzlies (en) réussissant un triple jeu en 6e manche. En 1998, les McNairs créent un programme de bourse (le McNair Scholar Program) au sein de l'université de Caroline du Sud. En 1999, Robert McNair y reçoit un doctorat honorifique en lettres humaines.

### Propriétaire des Texans de Houston Texans
S'étant engagé à ramener la NFL dans la ville de Houston après que la franchise des Oilers n'ait émigré en 1996 à Nashville pour devenir les Titans du Tennessee, Bob McNair crée un holding pour ce faire en 1998. Le 6 octobre 1999, la NFL annonce que la 32e franchise NFL est accordée à Bob McNair. L'équipe dénommée les Texans de Houston, commence la compétition en 2002. La franchise remporte son premier titre de la Division AFC Nord en 2011 et confirme ce titre en 2012. Ils seront champions de leur division à quatre reprises sur six saisons. Il usera également de son influence pour obtenir l'organisation de deux Super Bowls au NRG Stadium de Houston : le Super Bowl XXXVIII en 2004 et le Super Bowl LI en 2017,.
Le 29 octobre 2017, avant le début du match contre les Seahawks de Seattle, la majorité des joueurs de l'équipe mettent un genou à terre pendant l'hymne national en réaction aux propos tenus par Bob McNair, celui-ci ayant déclaré que les "détenus dirigeaient la prison" lors d'une réunion entre propriétaires des franchises NFL (en référence aux manifestations en cours par certains joueurs de la NFL pendant l'hymne national). Il s'en excusera, déclarant qu'il ne faisait pas référence aux joueurs mais plutôt à la "relation entre la Ligue et les propriétaires des équipes",. C'était la première fois qu'un joueur des Texans s'était agenouillé pendant l'hymne national.

### Fondation éducative Robert et Janice McNair
En 1989, avec son épouse, ils créent la Robert and Janice McNair Educational Foundation. L'objectif de cette fondation est d'éliminer certains des obstacles financiers qui empêchent les diplômés du secondaire du Comté de Rutherford d'aller à l'université. Les premiers bénéficiaires ont été la classe de 1990. À ce jour, la fondation McNair a accordé une aide financière d’environ 2,6 millions de dollars.

### Fondation Robert et Janice McNair
La Robert and Janice McNair Foundation, créée en 2015, offre son soutien pour créer au sein des universités des États-Unis, des centres d'entrepreneuriat. Au mois de septembre 2016, la fondation avait établi de tels centres au Columbia College (Caroline du Sud), à l'université Northwood, à la Houston Baptist University, à l'université de Saint Thomas au Texas et à l'université de Caroline du Sud. Elle a également établi un centre de recherche au sein de l'Institut en politique publique James A. Baker III de l'université Rice.

### Contributions politiques
Selon un décompte, Bob McNair est le plus important contributeur de la majorité au Sénat des États-Unis. Du 1er janvier 2009 au 30 septembre 2015, il y contribue pour une somme de 1 502 500 $,.
Il aide financièrement plusieurs candidats du Parti Républicain.

### Décès
Bob McNair décède le 23 novembre 2018 à la suite d'un cancer de la peau diagnostiqué en 1994.